# In tune
In tune is een tijdelijk artistiek kunstwerk in Amsterdam-Noord. 
Het werd op 1 oktober 2022 (werkzaam 2 oktober) onthuld (of beter te water gelaten) en de planning is dan dat het tot december 2023 blijft staan. Het kunstwerk bestaat uit een vrij grote geluidsinstallatie en staat in een van de vele waters die het voormalige NDSM terrein omringen, in dit geval het water van de Y-helling. Het idee en ontwerp is afkomstig van kunstenaar Henk Schut die dan al twintig jaar op dat terrein atelier voert. 
Op ongeregelde tijdstippen slaat een hamer tegen een stemvork, die is verbonden met een onderliggende klankkast. Stemvork en bovenzijde van de klankkast (3 × 3 meter) brengen na de hamerslag de trillingen als geluid de omgeving in. Onder water worden diezelfde trillingen omgezet in geluiden die via buizen naar vier hoorns worden gebracht die ze op zich ook in de omgeving brengen. De gehele installatie is dan weer geplaatst in een soort bassin. Water erin en wanden eromheen brengen veranderingen in het geluid teweeg, voordat die een oor bereiken. De kunstenaar was naar eigen zeggen jaren bezig om de juiste verhoudingen te krijgen om uiteindelijk trillingen van 54 hertz de lucht in te kunnen slingeren (een frequentie die volgens de kunstenaar direct wordt opgepakt door mensen). Zelfs de Klokkengieterij Eijsbouts moest eraan te pas komen om alle verhoudingen juist te krijgen. Schut probeert met zijn beeld de mensen die langs trekken bewust te laten worden van omgevingsgeluiden al dan komend van het terrein of het IJ. Daarbij constateerde hij dat hij juist geprikkeld wordt doordat hij in perioden van stilte dan extra alert wordt van de omgeving. Hij beschouwt het daarom niet puur als een geluidsinstallatie, maar ook als een beeldend werk.      
De kunstenaar liet zich inspireren door zijn eigen geschiedenis. Hij stond ooit als acteur op het podium, waarbij hij zijn rol steeds moest afstemmen (tunen) met regisseur en publiek. Een tweede inspiratiebron vormden de graafwerkzaamheden in en om bovengenoemd terrein waarbij allerlei in de grond weggewerkte bedrijven ineens boven de grond kwamen te liggen. Een derde inspiratie werd gevormd door een vele bouwwerkzaamheden in de buurt van het terrein, waarbij de kunstenaar waarnam dat de mens het gevoel met die omgeving kwijt raakte. 
De benodigde gelden werden bijeengebracht door de NDSM-Werf, Mondriaan Fonds en Amsterdamse Fonds voor de Kunst en Artery. Het kunstwerk maakt geluid tussen 9:30 en 19:00.
Schut maakte eerder The Van Gogh mile, een kilometers lange kabel tussen het Van Gogh Museum en Hermitage Amsterdam.